# Коломбје (Дордоња)
Коломбје (фр. Colombier) насеље је и општина у југозападној Француској у региону Аквитанија, у департману Дордоња која припада префектури Бержерак.
По подацима из 2011. године у општини је живело 240 становника, а густина насељености је износила 34,14 становника/km². Општина се простире на површини од 7,03 km². Налази се на средњој надморској висини од 170 метара (максималној 172 m, а минималној 54 m).

## Демографија
| 1962. | 1968. | 1975. | 1982. | 1990. | 1999. | 2011. |
| ----- | ----- | ----- | ----- | ----- | ----- | ----- |
| 225   | 233   | 212   | 195   | 228   | 226   | 240   |

График промене броја становника у току последњих година